# Debre Damo

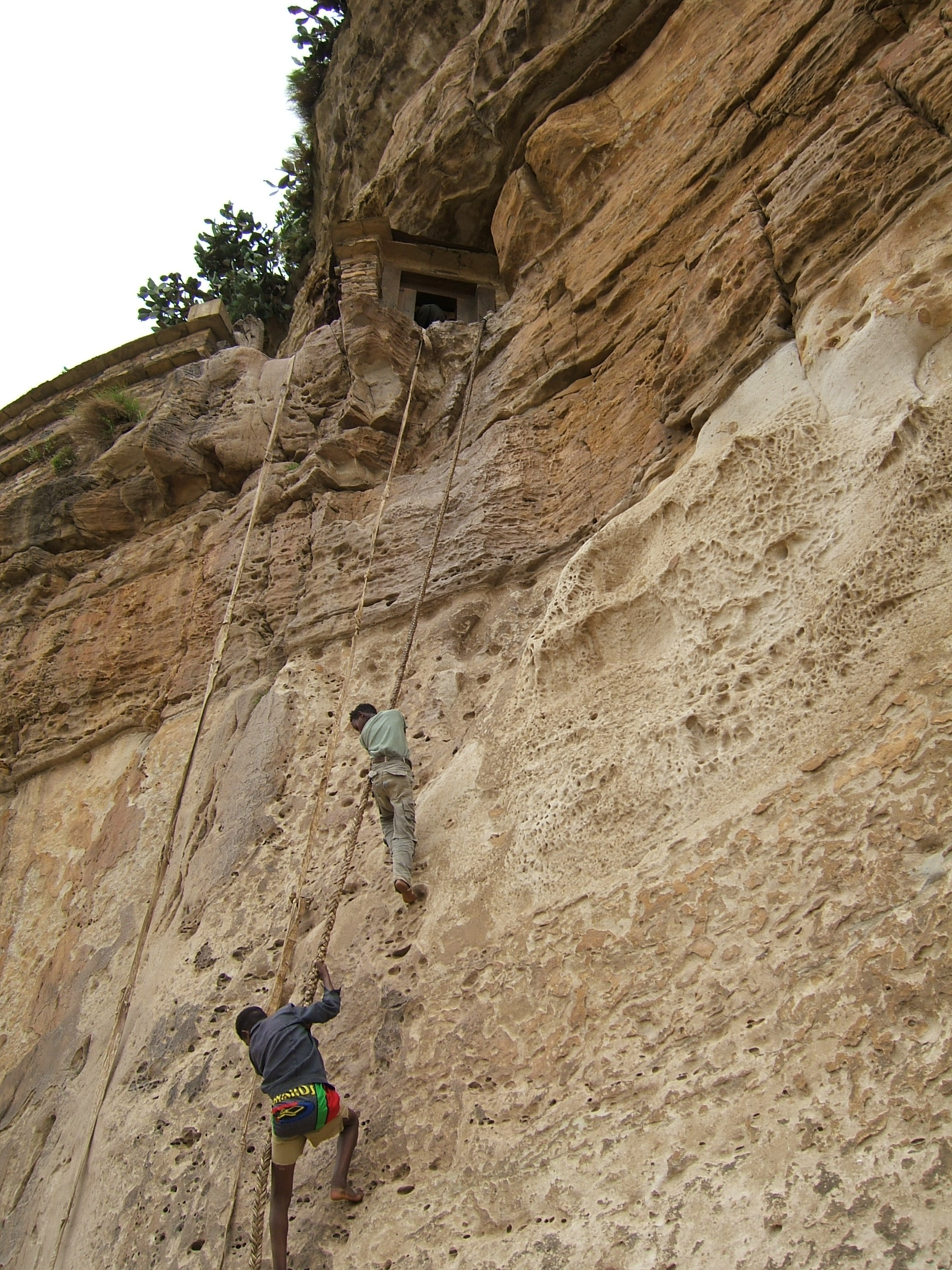
L'accesso al monastero

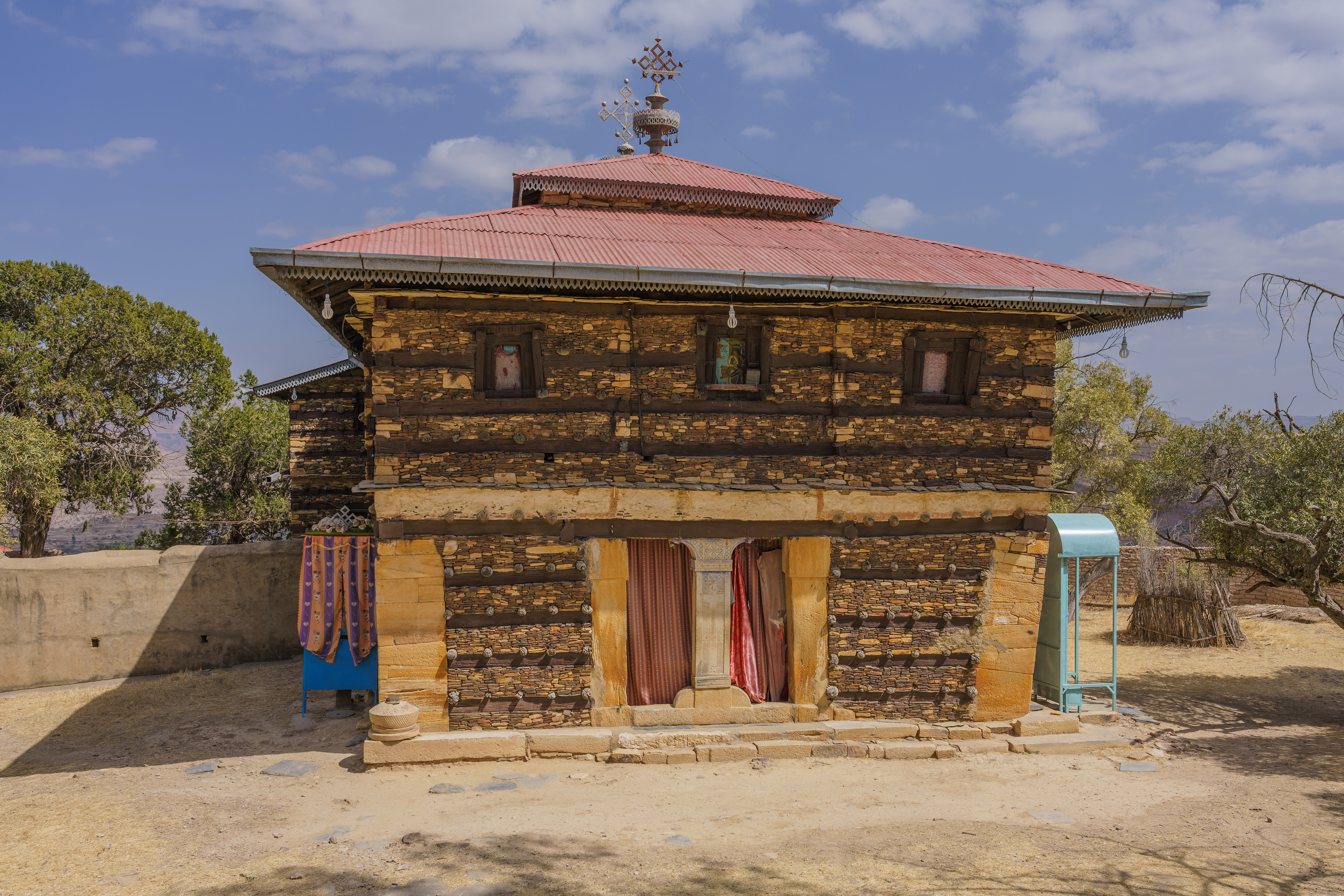
La chiesa

Debre Damo, anche Debra Damo o Debra-Damo, ma più correttamente con pronuncia geminata Debre Dammo o Debra Dammo (ደብረ፡ ዳሞ፡, trascritto secondo criteri scientifici Dabra Dāmmo o Däbrä Dammo), è un monastero fortificato risalente al VI secolo e situato nell'Etiopia settentrionale.
Il monastero si trova su una montagna isolata (chiamata in amarico amba) situata nella parte settentrionale della regione etiopica del Tigrè, poco distante dalla città di Axum.
La sommità dell'amba ha una forma che richiama quella di un triangolo isoscele i cui lati lunghi misurano circa 800 m, il lato corto, lungo circa 300 m, è rivolto verso occidente. Circondata da ripide rupi, la sommità è raggiungibile solo tramite un sentiero impervio che si interrompe a circa 15 metri dalla cima. Nell'ultimo tratto, ancora oggi la tradizione vuole che si salga con una corda di pelli di capra, aiutati da un monaco che tira verso l'alto; la corda, infatti, simboleggia il serpente che avrebbe aiutato uno dei nove santi che evangelizzarono l'Etiopia a salire così in alto e fondare il monastero. L'accesso al monastero è concesso ai soli visitatori di sesso maschile.
La cima dell'amba è pianeggiante ed è coltivata; vi si trovano campi di grano, orzo e miglio, allevamenti di animali e alcuni pozzi. Nei pressi dell'accesso, nella parte orientale dell'amba, si trova la chiesa, probabilmente una delle più antiche del paese, circondata da un muro circolare alto oltre 2 metri. Fatta edificare prima del IX secolo dall'imperatore Gabra Masqal, è un edificio di due piani a pianta rettangolare al quale si accede attraversando un portico. Nei pressi si trova un altro edificio, anch'esso cinto da mura, nel quale è ospitato il tesoro del monastero, consistente in una ricca collezione di antichi manoscritti.
Fanno parte degli edifici del monastero il refettorio, una cappella e case individuali per i monaci costituite da una stanza per lo studio, una per il riposo e una per la preghiera, tutte affacciate su un piccolo orto.
Il monastero, attivo ancora oggi, in passato era un importante centro per la produzione e diffusione di libri e manoscritti su studi teologici etiopi-ortodossi.
Il monastero, data la sua collocazione isolata e inaccessibile, rimase inespugnato anche durante la guerra di conquista guidata da Ahmad ibn Ibrihim al-Ghazi, nel corso della quale ospitò l'imperatore Dawit II (1508 - 1540); in seguito fu usato come carcere per i membri della famiglia reale.